# George Darling
Pour les articles homonymes, voir Darling.
George Darling, baron Darling de Hillsborough, (20 juillet 1905 - 18 octobre 1985) est un homme politique du Royaume-Uni. Il est député travailliste de Sheffield Hillsborough de 1950 à 1974.

## Jeunesse et éducation
Le grand-père de Darling, Thomas Darling, est l'agent de James Tomkinson, député libéral de Crewe de 1900 à 1910. Il fait ses études à l'école primaire de Crewe et commence à travailler à 14 ans dans les hangars de chemin de fer de la ville. Après avoir été licencié en 1926, il s'inscrit à l'Université de Liverpool, avant de continuer au Magdalene College, Cambridge, où il est président du Cambridge University Labor Club. Il obtient un diplôme en économie en 1930.

## Carrière
Après Cambridge, Darling choisit de se lancer dans le journalisme, avant de devenir responsable de la recherche et de l'information à la Co-operative Wholesale Society de 1930 à 1937. Il rejoint ensuite le Reynolds News jusqu'en 1942 avant de devenir correspondant industriel pour la BBC de 1942 à 1949. Il écrit plusieurs livres sur le mouvement coopératif. Darling se présente à Macclesfield sans succès en 1935.
Il est élu pour Hillsborough en 1950, succédant à A.V. Alexander, alors le député du parti coopératif le plus connu. Darling est porte-parole du parti dans l'opposition sur les sujets du Board of Trade et la protection des consommateurs. À la suite de la victoire électorale des travaillistes en 1964, Darling devient ministre d'État à la Chambre de commerce et démissionne en 1968. Il est président de l'Institute of Trading Standards Administration (aujourd'hui le Trading Standards Institute) et fait passer la législation régissant l'assurance automobile et la description des biens de consommation. Il est nommé conseiller privé en 1966.
Darling prend sa retraite de la Chambre des communes aux élections générales de février 1974. Le 3 juillet de la même année, il est créé pair à vie en tant que baron Darling de Hillsborough, de Crewe dans le comté de Cheshire.
Darling est membre du Conseil du Fonds national pour la recherche sur la polio.